# Lupta de pe Valea Topologului (1916)
Lupta de pe Valea Topologului a fost o acțiune militară de nivel tactic, desfășurată pe Frontul Român, în timpul campaniei din anul 1916 a participării României la Primul Război Mondial. Ea s-a desfășurat în perioada 7/20 octombrie - 10/23 octombrie 1916 și a avut ca rezultat stoparea înaintării forțelor Puterilor Centrale, în ea fiind angajate forțe române din Divizia 23 Infanterie și forțe ale Puterilor Centrale din Corpul Alpin german, Brigada 2  Munte austro-ungară și Brigada 10  Munte austro-ungară. A făcut parte din acțiunile militare care au avut loc în bătălia de pe Valea Oltului.:p. 426

## Comandanți

### Comandanți români
- Colonel Traian Moșoiu

### Comandanți ai Puterilor Centrale
- General Konrad Krafft von Dellmensingen
- Colonel  Karl Panzenböck
- General  Gábor Tánczos